# Jack Dongarra
Jack J. Dongarra (Chicago, 18 de juliol de 1950) és un professor emèrit d'Enginyeria Informàtica al Departament d'Enginyeria Elèctrica i Informàtica a la Universitat de Tennessee. També té el càrrec de Personal Investigador Distingit en la divisió d'Enginyeria informàtica i Matemàtiques al Laboratori Nacional d'Oak Ridge, i és professor adjunt al departament d'Enginyeria informàtica de la Universitat de Rice. Dongarra té la Fellowship Turing a les escoles d'Informàtica i Matemàtica a la Universitat de Manchester. És Faculty Fellow a l'Institut d'Estudis Avançats de la Universitat de Texas A&M a l'Institut per Estudis Avançats. Dongarra és director fundador del Laboratori d'Informàtica Innovadora.

## Educació
Dongarra es va graduar en Matemàtiques per la Chicago State University al 1972 i va obtenir un Màster en Enginyeria informàtica a l'Institut de Tecnologia d'Illinois al 1973. Va rebre el Doctorat en Matemàtica Aplicada de la Universitat de Nou Mèxic el 1980 sota la supervisió de Cleve Moler. Va treballar en el Laboratori Nacional Argonne fins a 1989.

Les seves àrees d'interès són l'informàtica científica, l'àlgebra lineal numèrica, el processament paral·lel, les eines de programari i el software matemàtic.

## Recerca
S'especialitza en algorismes numèrics en àlgebra lineal, computació paral·lela, l'ús d'arquitectures de computació avançades, metodologies de programació, i eines per a la computació paral·lela. La seva cerca inclou el desenvolupament, prova i documentació de programari matemàtic d'alta qualitat. Ha contribuït al disseny i implementació dels següents paquets i sistemes de programari de codi obert: EISPACK, LINPACK, el BLAS, LAPACK, ScaLAPACK, Netlib, PVM, MPI, NetSolve, PART TOP500, ATLAS, HPCG i PAPI.
Amb Eric Grosse, van ser pioners en la distribució de codi font numèric via email amb Netlib. Jack Dongarra ha publicat aproximadament 300 articles, papers, informes i memoràndums tècnics i és coautor de diversos llibres. Se li va atorgar el premi IEEE Sid Fernbach en 2004 per les seves contribucions a l'aplicació d'ordinadors d'alt rendiment usant enfocaments innovadors; en 2008 va ser guardonat amb la primera Medalla a l'Excel·lència de l'IEEE en Informàtica Escalable; el 2010 va ser el primer guardonat amb el premi SIAM Special Interest Group on Supercomputing's pels assoliments d'aconseguits en la seva carrera; en 2011 va rebre el premi IEEE Computer Society Charles Babbage; i el 2013 va ser guardonat de nou amb el premi ACM/IEEE Ken Kennedy pel seu lideratge en el disseny i promoció dels estàndards per al programari matemàtic utilitzat per resoldre problemes numèrics comuns en computació d'altes prestacions. És Fellow de l'AAAS, ACM, SIAM, i de l'IEEE. També és membre estranger de l'Acadèmia de Ciències de Rússia i membre de l'Acadèmia Nacional d'Enginyeria dels Estats Units.

### Premis i honors
- 2003: Dongarra va ser el destinatari del premi Sidney Fernbach, per contribucions destacades i sostingudes a l'àrea de programari matemàtic, sobretot en les àrees de comunicació i biblioteques numèriques i punts de referència de rendiment per a la informàtica d'alt rendiment.[19]
- 2004: Va rebre el premi IEEE Sid Fernbach per les seves contribucions en l'aplicació d'ordinadors d'alt rendiment mitjançant enfocaments innovadors.
- 2008: Va rebre el primer IEEE Medal of Excellence en computació escalable.
- 2010: Va ser el primer destinatari del SIAM Special Interest Group sobre el premi Supercomputing per Career Achievement.
- 2011: Va rebre el premi IEEE Computer Society Charles Babbage.
- 2013: Va rebre el Premi Ken Kennedy de l'ACM / IEEE pel seu lideratge en el disseny i promoció d'estàndards de programari matemàtic utilitzat per resoldre problemes numèrics comuns a la informàtica d'alt rendiment.
- 2019: Va rebre el premi SIAM / ACM en ciències computacionals. Va ser elegit membre de l'Associació Americana per l'Avanç de la Ciència (AAAS), l'Associació per Maquinària d'Informàtica (ACM), la Societat de Matemàtiques Industrials i Aplicades (SIAM), i l'Institut d'Enginyers elèctrics i electrònics (IEEE) i un membre estranger de l'Acadèmia de Ciències de Rússia (RAS), un membre estranger de la Royal Society (ForMemRS), i un membre de l'Acadèmia Nacional d'Enginyeria (NAE) dels Estats Units.
- 2022: Va rebre el premi Turing de 2021 per ser el pioner de conceptes i mètodes que van tenir com a resultat capacitats de computació que han canviat el món. Es considera que els seus algorismes i programari han fomentat el creixement de la supercomputació i han tingut impactes significatius en moltes àrees de la ciència, des de la intel·ligència artificial fins als gràfics per computador.[20]